# Crieu
Der Crieu ist ein Fluss in Frankreich, der im Département Ariège in der Region Okzitanien verläuft. Er entspringt im südlichen Gemeindegebiet von Ventenac, entwässert generell Richtung Nordnordwest und mündet nach rund 35 Kilometern im Gemeindegebiet von Saverdun als rechter Nebenfluss in die Ariège. In seinem Unterlauf quert der Crieu die Autobahn A66.

## Orte am Fluss
(Reihenfolge in Fließrichtung)
- Ventenac
- Malléon
- Ségura
- Saint-Félix-de-Rieutord
- Coussa
- Verniolle
- La Tour-du-Crieu
- Pamiers
- Villeneuve-du-Paréage
- Le Vernet
- Peyroutet, Gemeinde Montaut
- Larlenque, Gemeinde Saverdun